# Enes Kišević
Enes Kišević (Bosanska Krupa, 1947. május 1.) horvát író, költő, színész.

## Életútja
Az általános és középiskolát a boszniai Ključban végezte. 1971-ben szerzett diplomát a zágrábi színház- és filmművészeti akadémián. Játszott több színdarabban és filmen is, több díjat is elnyert. Műveit lefordították többek között angolra, németre, franciára, szlovénra, törökre, magyarra és arabra is. Mintegy húsz kötete jelent meg. Tagja a horvát írószövetségnek.

## Kötetei
- Mladić nosi svoje prve pjesme na ogled (1976)
- Sve mirim te svijete (1976)
- I ništa te kao ne boli (1980)
- Mačak u trapericama (igra za djecu 1979)
- Na ogledalu lice umij (igra za djecu 1979)
- Due Pozzi Verdi (izbor pjesama na italijanskom 1987)
- Erosa sjeme (1986)
- Lampa u prozoru (1987)
- Sijeda djeca (1992)
- Snijeg u očima (1993)
- Havino preklinjanje (1995)
- Dever ćuprija (1996)
- Svjetlost je Tvoja sjena (2002)
- 101 vino od vina (2007)
- Voda je moja mati (2008)
- Zelene piramide (2008)

## Fordítás
- Ez a szócikk részben vagy egészben  az   Enes Kišević című horvát Wikipédia-szócikk fordításán alapul.  Az eredeti cikk szerkesztőit annak laptörténete sorolja fel. Ez a jelzés csupán a megfogalmazás eredetét és a szerzői jogokat jelzi, nem szolgál a cikkben szereplő információk forrásmegjelöléseként.